# Pontarion
Pontarion település Franciaországban, Creuse megyében. Lakosainak száma 359 fő (2022. január 1.). Pontarion Sardent, Soubrebost, Saint-Hilaire-le-Château és Thauron községekkel határos.

## Népesség
A település népességének változása:
| Lakosok száma | 419  | 374  | 350  | 362  | 364  | 366  | 365  | 364  | 364  | 359  |
|               | 1968 | 1982 | 1990 | 2006 | 2013 | 2015 | 2017 | 2019 | 2020 | 2022 |